# Белева река
Белевата река или Беливо (изписване до 1945 година: Бѣлева рѣка, на гръцки: Ξηροπόταμος) е река в Егейска Македония, Гърция, ляв приток на Чернево (Цирога).

## Описание
Реката извира от Върбица, южния дял на Вич, източно от връх Саргоница (1382 m). Тече на юг и в местността Миялица приема ляв приток, извиращ също от Вич. Източно от Мокрени приема десния си приток Ройба (или Бости, прекръстена в 1969 година на Мелисорема), идващ от Клисура. След това прави рязък завой на изток. Приема серия десни притоци, извиращи под върховете Стена (944 m) и Цименто (906 m) във Вич, сред които Мокрена и Слатина, както и серия леви, извиращи от Мурик. Влива се в Чернево северно от Конуй (Дросеро) под името Крива река.

## Водосборен басейн
→ ляв приток, ← десен приток
- → Мокрена
- → Слатина